# Кондет, Ги
Ги Кондет (фр. Guy Condette; род. 1944, Лилль) — французский дирижёр.
Окончил Лилльскую консерваторию, затем учился в Парижской консерватории игре на тромбоне и тубе, одновременно изучая дирижирование под руководством Пьера Дерво и Жезюса Эчеверри. В 1969 году выиграл Безансонский международный конкурс молодых дирижёров в номинации для музыкантов без завершённого дирижёрского образования.
Дирижёрская карьера Кондета была преимущественно связана с Лиможской оперой. В 1975 году он дебютировал в Лиможе как приглашённый дирижёр и вскоре был зачислен в штат, а затем и возглавил оркестр оперы, оставаясь на посту вплоть до 2009 года. Одновременно Кондет выступал с оркестрами многих французских городов, с Филармоническим оркестром Радио Франции (на Фестивале Марэ, 1977), гастролировал в Италии, Польше, Болгарии и др. Сотрудничал с композитором Цезарем Брезгеном, исполнив мировые премьеры нескольких его сочинений. Среди записей Кондета — оратория Йозефа Гайдна «Семь слов Спасителя на кресте».